# Cronòfon
El cronòfon va ser un dels primers aparells utilitzats en teatres per sincronitzar el so amb les imatges, creat el 1902 pel francès Léon Gaumont (1864-1946), en col·laboració amb els enginyers R. Decaux i F. Frely. Va ser el primer a posar un altaveu darrere la pantala per tal de crear la il·lusió que les imatges «parlen». La paraula cronòfon ve del grec χρόνος (temps) i φωνή(veu, so).

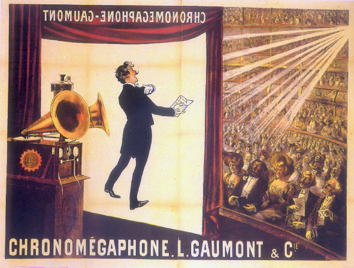
Propaganda per a una pel·lícula am cronòfon

Després de l'estrena de la primera pel·lícula dels germans Lumière, el francès León Gaumont va formar part dels pioners del món del cinema, entre d'altres va crear el cronòfon. L'aparell estava format per dos Berliner gramòfons juxtaposats que reproduïen el so de la pel·lícula i s'amplificava mitjançant dos botzines per aire comprimit. Com que els discs de 78-girs d'època tenien una capacitat limitada, en juxtaposar dos gramòfons, és podia preparar el segon mentrestant el primer tocava i Gaumont i els seus col·legues van desenvolupar un sistema de pas automàtic d'un disc a l'altre.
Les diferents versions del cronòfon van tenir molt èxit i constitueixen una baula essencial en l'evolució del cinema mut cap al cinema parlat. Moltes sales en van instal·lar un, tot i que es limitaven generalment a cançons d'uns tres minuts o monòlegs còmics.